# Jesper Svartvik
Erik Gustav Jesper Svartvik, född 13 december 1965 i Örgryte, Göteborgs och Bohus län, är en svensk teolog.

## Biografi
Jesper Svartvik är son till Jan Svartvik och Gunilla Svartvik, född Berner. Han utbildade sig i teologi vid Lunds universitet 1984–1989 och vid Svenska teologiska institutet i Jerusalem vårterminen 1990. Efter pastoralteologiska studier 1990–1991 prästvigdes han 1991 av Gunnar Weman i Luleå domkyrka och studerade vid Hebrew University i Jerusalem 1993.
Svartvik har beskrivit hur hans vistelse vid Svenska teologiska institutet i Jerusalem vårterminen 1990 förändrade hans liv och fördjupade hans teologi när han fick studera den kristna trons djupa rötter i den judiska traditionen. Han har sedan dess i över trettio års tid arbetat med att lyfta fram judisk tradition och teologi, och blivit en internationellt känd expert på judisk-kristna relationer.
Han har 2020 sammanfattat detta i tre insikter:
1. Genom judendomen förstår vi Jesus bättre, då Jesus och alla de första kristna var judar. Genom att förstå judendomen kan vi läsa texterna om Jesus och breven av Paulus på ett riktigare sätt.
2. Judar har farit illa när kristna har haft ett stort inflytande, där Svartvik framhåller det plågsamma i att kristna har formulerat sin kristna tro på bekostnad av judar, där till exempel Paulus framhålls som kristen när han talar med befriande kraft, men som judisk när han är mer svårtolkad.
3. Att möta judar gör att vår kärlek växer, där själva lackmustestet för vårt tal om respekt för andra traditioner och livstolkningar sker i vårt möte med judar.

### Författarskap och uppdrag
Svartvik blev 2000 teologie doktor på en avhandling om tidiga judisk-kristna relationer. Han blev docent 2002, och blev 2009 den förste innehavaren av Krister Stendahls professur i religionsteologi vid Centrum för teologi och religionsvetenskap vid Lunds universitet och Svenska teologiska institutet i Jerusalem. Svartvik lämnade denna tjänst i och med utgången av 2018. 2019 tillträdde han en tjänst som stiftsteolog i Karlstads stift. 2020-2022 var han innehavare av the Corcoran Visiting Chair in Christian-Jewish Relations vid Boston College.
Svartvik har skrivit Mark and Mission: Mk 7:1-23 in Its Narrative and Historical Contexts 2000 (hans doktorsavhandling), Skriftens ansikten: Konsten att läsa mellan raderna 2001, som beskriver mötet mellan bibel- och litteraturvetenskap, samt tillsammans med Bo Frid utgivit den första svenska kommentaren till det apokryfa Thomasevangeliet 2002. 2006 utkom den verkningshistoriska studien Bibeltolkningens bakgator: Synen på judar, slavar och homosexuella i historia och nutid (ny utgåva 2019), 2009 publicerades Textens tilltal: Konsten att bilda meningar. 2012 utkom första delen av en trilogi: Förundran och förväntan. Den andra delen publicerades 2014: Försoning och förvandling. Den tredje delen publicerades 2016: Förunderligt förtroende. Den tredje boken var präst- och diakonmötesavhandling för Göteborgs stift 2017.
År 2011 var Svartvik en av redaktörerna för antologin Christ Jesus and the Jewish People Today: New Explorations of Theological Interrelationships 2011, som även översatts till italienska.
År 2018 publicerades boken Konsten att bli vän med nåden. Tillsammans med Jakob Wirén har han redigerat boken Religious Stereotyping and Interreligious Relations som publicerades 2013 av Palgrave Macmillan. År 2018 publicerades antologin Krister among the Jews and Gentiles: Essays in Appreciation of the Life and Work of Krister Stendahl som han har redigerat tillsammans med Paula Fredriksen. Svartvik har skrivit det biografiska kapitlet i antologin. 2020 publicerades antologin Enabling Dialogue about the Land, som han har redigerat tillsammans med Philip A. Cunningham och Ruth Langer.
Hösten 2021 publicerades De sju haven i Bibelns värld, som även är präst- och diakonmötesavhandling för Karlstads stift 2021. Hösten 2024 publicerades Vägen som är mödan värd: En handbok om judisk-kristna relationer.
Svartvik har varit medlem av redaktionen och under flera år redaktör för Svensk teologisk kvartalskrift. Tillsammans med Göran Larsson är han redaktör för skriftserien Skrifter om judisk och kristen tro och tradition.
Mellan 2005 och 2009 var Jesper Svartvik ordförande i Svenska kommittén mot antisemitism. Han är sedan 2002 ledamot av Kyrkomötets läronämnd, och sedan 2014 dess vice ordförande.

## Utmärkelser och ledamotskap
- Ledamot av Kungliga Humanistiska Vetenskapssamfundet i Lund (LLHS)
- Ledamot av Vetenskapssocieteten i Lund (LVSL, Preses 2014-2018)
- År 2019 tilldelades han Raoul Wallenberg Honor från Muhlenberg College "för sitt erkänt betydande bidrag till judisk-kristna relationer".[12][13]